# Мураевня
Мураевня — село в Милославском районе Рязанской области, входит в состав Милославского сельского поселения.

## География
Село расположено на берегу реки Ранова в 11 км на юг от райцентра посёлка Милославское.

## История
Муроевня в качестве села с церковью Пресвятого Рождества господа Бога и Спаса нашего Иисуса Христа упоминается в окладных Ряжских книгах 1676 г. Вместо упоминаемой в XVII столетии в с. Муроевне церкви, в 1751 г. построена была новая также Христорождественская церковь и в ноябре того же года, согласно просьбе полковника Сильверста  Даниловича Гурьева, из Консистории послан был указ об освящении в том селе новопостроенной церкви на старом  антиминсе. В 1799 г. прихожане просили  снова дозволения пришедшую в ветхость деревянную церковь во имя Рождества Христова с приделом Никольским перестроить с добавлением  нового леса, на каковую перестройку и дана была благословенная грамота 23 июня того же года за № 2192. Из описи перестроенной церкви видно, что в приделе был устроен новый иконостас усердием Е. А. Тарасовой, «а в настоящей поставлен был старый иконостас  об одном поясе, на место которого новый разрешено было устроить в 1807 г». Каменная Христорождественская церковь с приделами в честь св. Николая и вкм. Варвары построена помещицей Анной Петровной Быковой в 1840 г. Школа для девочек открыта была священником А. Е. Любимовым в 1875 году. 
В XIX — начале XX века село являлось центром Мураевинской волости Данковского уезда Рязанской губернии. В 1906 году в селе было 247 дворов.
С 1929 года село являлось центром Мураевинского сельсовета Милославского района Рязанского округа Московской области, с 1937 года — в составе Рязанской области, с 2005 года — в составе Милославского сельского поселения.

## Население
| 1859 | 1897  | 1906  | 2010 |
| ---- | ----- | ----- | ---- |
| 1385 | ↘1321 | ↗1354 | ↘295 |

## Инфраструктура
В селе имеются Филиал МОУ «Милославская школа» «Мураевинская школа», фельдшерско-акушерский пункт, отделение почтовой связи.

## Достопримечательности
В селе расположена действующая Церковь Рождества Христова (1840).